# Hikkimgeri, Harapanahalli
Hikkimgeri là một làng thuộc tehsil Harapanahalli, huyện Davanagere, bang Karnataka, Ấn Độ.